# فرودگاه بین‌المللی چنگیزخان
فرودگاه بین‌المللی چنگیز خان (یاتا: UBN، ایکائو: ZMCK)، که همچنین با نام فرودگاه بین‌المللی جدید اولان‌باتور شناخته می‌شود، فرودگاه اصلی خدمت‌رسان به اولان‌باتور است و تنها فرودگاه بین‌المللی مغولستان محسوب می‌شود. این فرودگاه در تاریخ ۴ ژوئیه ۲۰۲۱ افتتاح شد. این فرودگاه جایگزین فرودگاه بین‌المللی بویانت-اوخا شد.
این فرودگاه بزرگ‌ترین تأسیسات هوایی در کشور مغولستان است و به عنوان یک قطب برای تمام شرکت‌های هواپیمایی اصلی مغولستان خدمت می‌کند. این فرودگاه در دره خُشِگ واقع در سرگلن، استان تو، ۵۲ کیلومتری جنوب اولان‌باتور و ۲۰ کیلومتری جنوب‌غربی زونماد قرار دارد. این فرودگاه از طریق بزرگراه به اولان‌باتور متصل است و اتوبوس‌های شاتل به نقاط مختلف شهر رفت‌وآمد می‌کنند. این فرودگاه دارای پروازهای مستقیم به ۱۱ مقصد داخلی و همچنین مقاصد بین‌المللی در آسیا و اروپا است.
در سال ۲۰۲۳، این فرودگاه به حدود ۱٫۷ میلیون مسافر داخلی و بین‌المللی خدمت‌رسانی کرد.

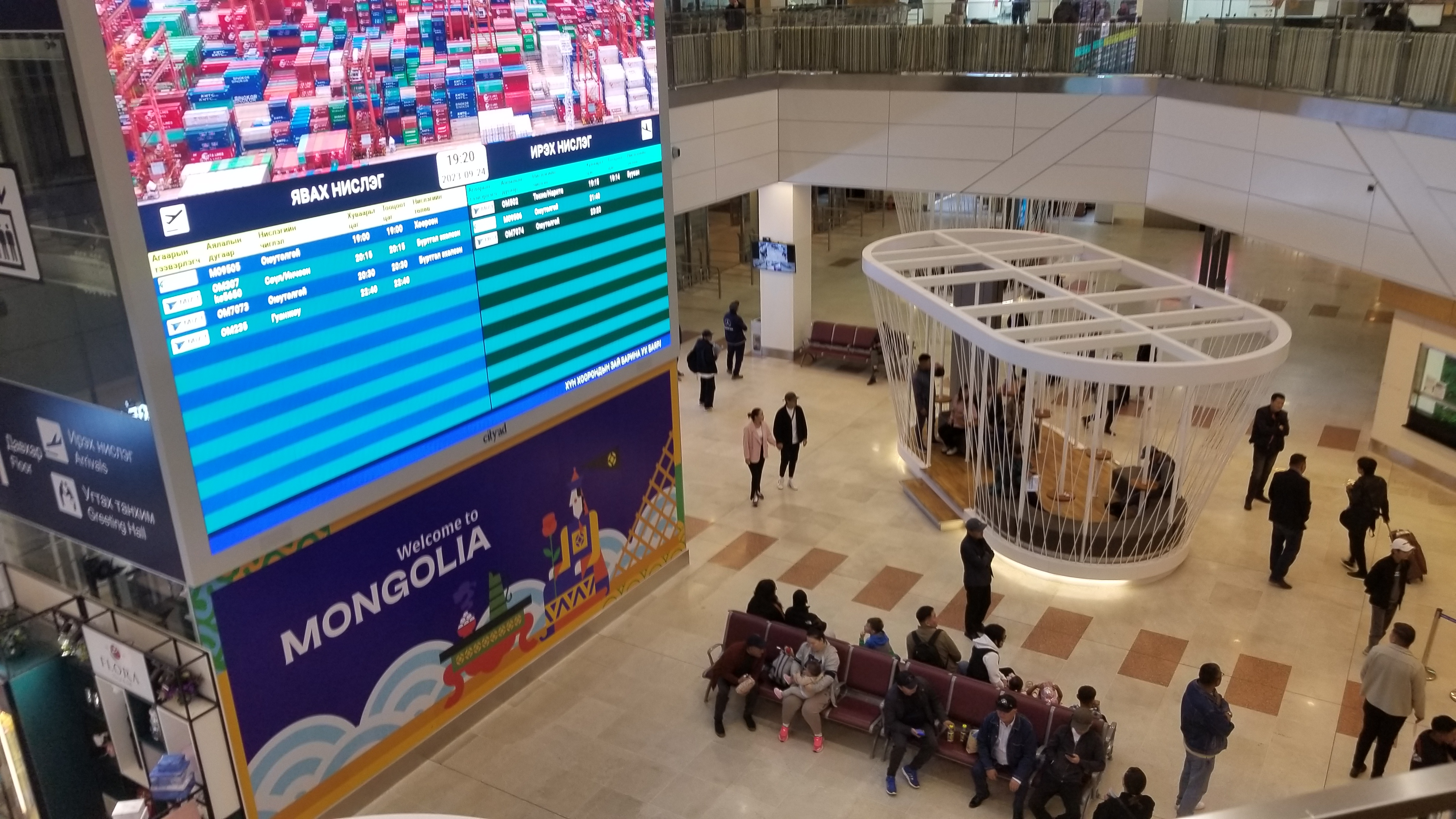
تابلو پروازهای خروجی فرودگاه

فرودگاه مساحتی معادل ۱۰۴٬۲۰۰ متر مربع را پوشش می‌دهد. این فرودگاه دارای یک باند با طول ۳٬۶۰۰ متر (۱۱٬۸۰۰ فوت) و عرض ۴۵ متر (۱۴۸ فوت) است. همچنین شامل یک تاکسی‌وی موازی به طول ۳٬۳۳۹ متر (۱۰٬۹۵۵ فوت) (عرض ۲۳ متر (۷۵ فوت))، دو تاکسی‌وی سریع و سه تاکسی‌وی خروجی است.

## نام
فرودگاه جدید در ۲ ژوئیهٔ ۲۰۲۰ به نام کنونی خود نامگذاری شد و فرودگاه بین‌المللی چنگیز خان سابق به نام پیش از ۲۰۰۵ خود یعنی فرودگاه بین‌المللی بویانت-اوخا بازگشت. چنگیز خان یک آوانویسی از تلفظ مدرن مغولی چنگیز خان است.
در مراحل برنامه‌ریزی و ساخت، این فرودگاه با نام‌های مختلفی از جمله فرودگاه بین‌المللی جدید اولان‌باتور و فرودگاه دره خُشِگ (یا خُشِگت) شناخته می‌شد.

## تاریخچه
فرودگاه اصلی سابق اولان‌باتور، فرودگاه بین‌المللی بویانت-اوخا، که در سال ۱۹۵۷ تأسیس شده بود، در نزدیکی دو کوه در جنوب و شرق خود واقع شده است. به همین دلیل، تنها یک سمت باند این فرودگاه قابل استفاده بود و اغلب تحت تأثیر رویدادهای جوی قرار می‌گرفت. فرودگاه جدید با ظرفیت پذیرش تا ۱۱۰۰ مسافر در هر ساعت و سه میلیون مسافر در سال طراحی شده است و ظرفیت حمل بار آن ۱۱٬۹۰۰ تن است.
توسعهٔ این فرودگاه عمدتاً توسط یک وام کم‌بهره از دولت ژاپن (آژانس همکاری بین‌المللی ژاپن) (۹۳٪)، و مابقی آن توسط دولت مغولستان تأمین مالی شد.

### توسعه
برنامه‌ریزی اولیه برای این فرودگاه در سال ۲۰۰۶ با کمک دولت ژاپن انجام شد.
در ماه مه ۲۰۰۸، یک قرارداد وام کم‌بهره به مبلغ ¥۲۸٫۸ میلیارد (۳۸۵ میلیون دلار آمریکا) به مدت ۴۰ سال با نرخ بهرهٔ ۰٫۲٪ بین دولت مغولستان و بانک همکاری بین‌المللی ژاپن برای ساخت یک فرودگاه بین‌المللی جدید امضا شد. بر اساس این وام، پروژه باید توسط مشاوران و پیمانکاران ژاپنی انجام شود؛ با این حال، مواد و تجهیزات مورد استفادهٔ پیمانکاران می‌توانست تا ۷۰٪ از هر کشور دیگری تأمین شود. بین سال‌های ۲۰۰۹ تا ۲۰۱۱، مشارکت مشترک Azusa Sekkei و Oriental Consultants طراحی و اسناد مناقصهٔ فرودگاه را تهیه کردند. در سال ۲۰۱۱، مناقصه‌ای برای ساخت فرودگاه اعلام شد که در آن مشارکت مشترک میتسوبیشی-چیودا (MCJV) در مناقصه فنی موفق شد. پس از بازبینی قیمت و مذاکرات قراردادی طولانی، قرارداد اصلی ساخت در ۱۰ مه ۲۰۱۳ بین MCJV و اداره هوانوردی کشوری مغولستان امضا شد.
مبلغ نهایی وام‌های دولت ژاپن برای توسعهٔ فرودگاه به ¥۶۵٫۶ میلیارد (۶۰۰ میلیون دلار آمریکا) رسید که باید طی چهل سال بازپرداخت شود.

### ساخت و افتتاح
مراسم کلنگ‌زنی در ۲۲ آوریل ۲۰۱۲ برگزار شد، و ساخت اولیه با یک طرح حفاظت از سیلاب در محل آغاز شد. سایر کارهای در حال انجام شامل ساخت خط برق از نالایخ بود.
ساخت اصلی از مه ۲۰۱۳ تا آوریل ۲۰۲۰ ادامه داشت.  عملیات بتن‌ریزی برج کنترل در ۱۳ سپتامبر ۲۰۱۳ آغاز شد. در ۲۹ ژانویه ۲۰۱۴، ساخت ایستگاه برق فرودگاه تکمیل و به شبکهٔ مرکزی برق مغولستان متصل شد.
ساخت یک بزرگراه شش بانده به طول ۳۰ کیلومتر به اولان‌باتور در مه ۲۰۱۶ آغاز شد و در سال ۲۰۱۹ به پایان رسید.
در حالی که تاریخ افتتاح اولیه برای دسامبر ۲۰۱۶ تعیین شده بود، بخش عمده‌ای از ساخت‌وساز تنها در سال ۲۰۱۷ به پایان رسید. افتتاح فرودگاه بارها به ۲۰۱۸، ۲۰۱۹، ۲۰۲۰، و ۲۰۲۱.  به تأخیر افتاد. این تأخیرها به مذاکرات قراردادی مربوط به بهره‌برداری و مالکیت فرودگاه، ساخت بزرگراه به اولان‌باتور و تأثیر دنیاگیری کووید-۱۹ در مغولستان مربوط می‌شد.
عملیات در فرودگاه در ۴ ژوئیه ۲۰۲۱ با یک پرواز افتتاحیه به توکیو توسط میات مونگولین ایرلاینز با مسیر اولان‌باتور-ناریتا-اولان‌باتور با بوئینگ ۷۳۷ آغاز شد.

## عملیات

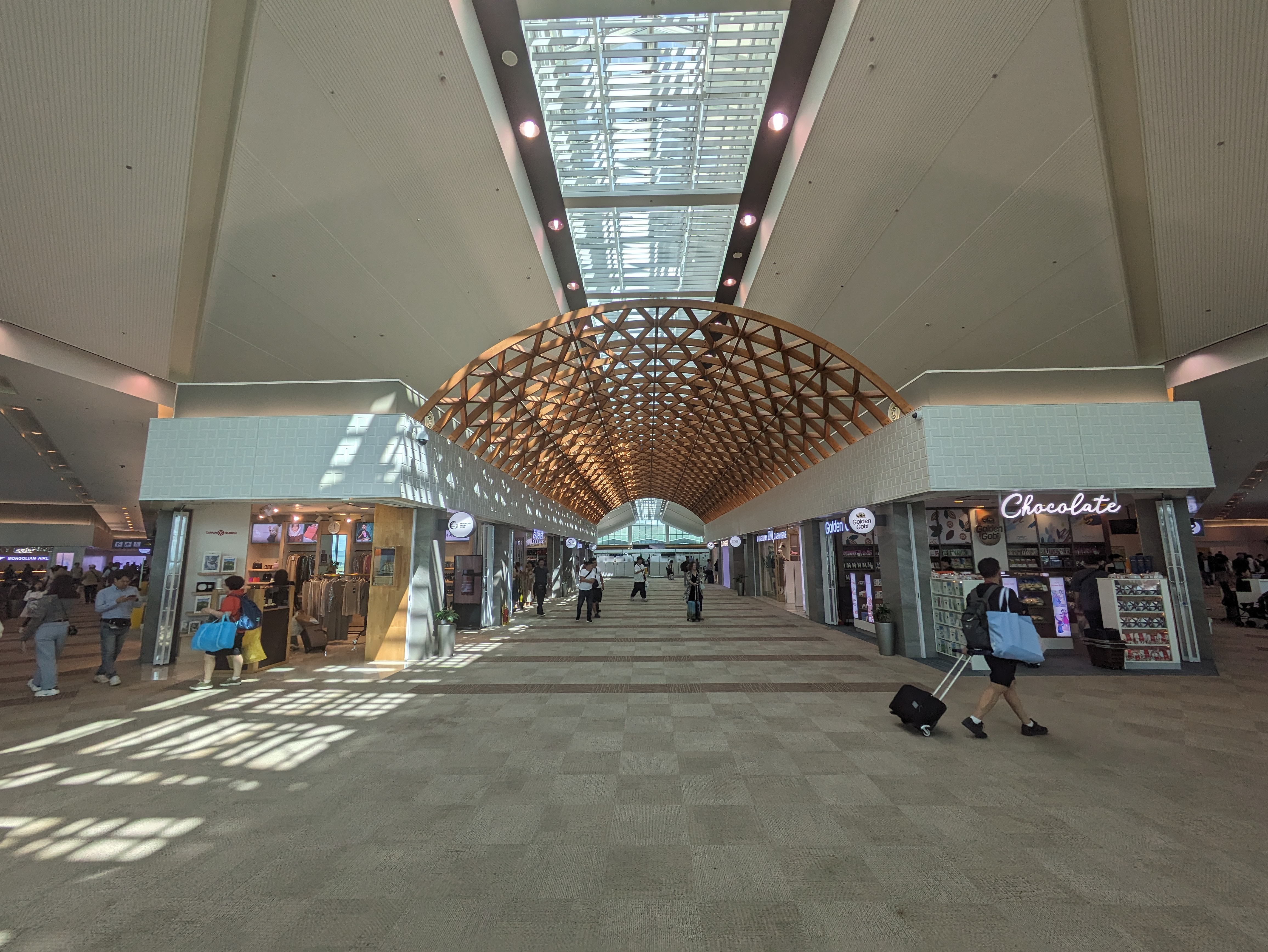
منطقهٔ پروازهای خروجی بین‌المللی

### مدیریت
فرودگاه بین‌المللی چنگیز خان توسط شرکت «فرودگاه بین‌المللی جدید اولان‌باتور» (مغولی: Нью Улаанбаатар интернэйшнл эйрпорт ХХК) مدیریت می‌شود، که مسئولیت عملیات فرودگاه را تا سال ۲۰۳۶ بر عهده دارد. این شرکت به عنوان یک شراکت بین دو شرکت تشکیل شده است: شرکت مدیریت فرودگاه ژاپن (متعلق به میتسوبیشی کرپریشن، فرودگاه بین‌المللی ناریتا، Japan Airport Terminal، و JALUX) که ۵۱ درصد از این شرکت را در اختیار دارد، در حالی که «فرودگاه خوشگیین خونده» (مغولی: Хөшигийн хөндийн нисэх онгоцны буудал ТӨХХК) که توسط دولت مغولستان تأمین مالی شده است، مالک ۴۹ درصد از سهام است. JALUX manages the airport's retail businesses. شرکت JALUX مدیریت کسب‌وکارهای خرده‌فروشی فرودگاه را بر عهده دارد.

## شرکت‌های هواپیمایی و مقصدهای پروازی
| شرکت‌های هواپیمایی      | مقصدهای پروازی |
| ---------------------- | --- |
| Aero K                 | فرودگاه بین‌المللی چئونگ‌جو |
| آئرو مونگولیا          | فرودگاه آلتایی، فرودگاه دلنزدگد، فرودگاه بین‌المللی نوا به، فرودگاه بین‌المللی هوهوت بایتا، فرودگاه بین‌المللی ایرکوتسک، فرودگاه خاود، فرودگاه مورون، فرودگاه تولمچوا، فرودگاه اولگی، Ovoot, Oyu Tolgoi, فرودگاه بین‌المللی فو کوئوک، فرودگاه بین‌المللی اینچئون، Tavan Tolgoi, فرودگاه بین‌المللی ناریتا، فرودگاه اولانگوم |
| ایر بوسان              | فرودگاه بین‌المللی گیمهی |
| ایر چاینا              | فرودگاه بین‌المللی پکن، فرودگاه بین‌المللی هوهوت بایتا |
| آنگارا ایرلاینز        | فرودگاه بین‌المللی ایرکوتسک |
| آسیانا ایرلاینز        | فرودگاه بین‌المللی اینچئون |
| ازنیس ایرویز           | فرودگاه پراگ رازیون |
| هونو ایر               | فرودگاه بین‌المللی آلماتی، Beijing–Daxing, فرودگاه بین‌المللی چانگشا هوانگهوا، فرودگاه دلنزدگد، فرودگاه بین‌المللی دالیان ژووشویزی، فرودگاه بین‌المللی آل مکتوم، فرودگاه بین‌المللی هایکو میلان، فرودگاه هایلار دنگشان، فرودگاه بین‌المللی هاربین تایپینگ، فرودگاه خاود، فرودگاه مانژولی ضیاجیاو، فرودگاه ماتسویاما، فرودگاه مورون، فرودگاه بین‌المللی موان، فرودگاه اولانگوم                                                                                                |
| ایر آئرو               | فرودگاه بین‌المللی ایرکوتسک، فرودگاه اولان‌اوده |
| ججو ایر                | فرودگاه بین‌المللی گیمهی، فرودگاه بین‌المللی اینچئون |
| ژین ایر                | فرودگاه بین‌المللی موان |
| کورین ایر              | فرودگاه بین‌المللی اینچئون |
| کراس‌اویا               | فرودگاه یملیانو |
| میات مونگولین ایرلاینز | فرودگاه آلتایی، فرودگاه بین‌المللی پکن، فرودگاه بین‌المللی گیمهی، فرودگاه چویبالسان، فرودگاه دلنزدگد، فرودگاه بین‌المللی فرانکفورت، فرودگاه بین‌المللی هنگ کنگ، فرودگاه استانبول، فرودگاه خاود، فرودگاه مورون، فرودگاه اولگی، فرودگاه بین‌المللی سانیا فونیکس، فرودگاه بین‌المللی اینچئون، فرودگاه بین‌المللی ناریتا، فرودگاه اولانگوم، فرودگاه دونویی فصلی: فرودگاه بین‌المللی سووارنابومی، فرودگاه بین‌المللی تان سون نهات، فرودگاه بین‌المللی کانزای، فرودگاه بین‌المللی پوکت |
| تای ویت‌جت ایر          | چارتر فصلی: فرودگاه بین‌المللی سووارنابومی |
| ترکیش ایرلاینز         | فرودگاه استانبول |
| تی وی ایرلاینز         | فصلی: فرودگاه بین‌المللی دئگو، فرودگاه بین‌المللی اینچئون |
| ویت‌جت ایر              | فصلی: فرودگاه بین‌المللی کام ران |
| یاکوتیا ایرلاینز       | فرودگاه یاکوتسک |

## ترافیک و آمار

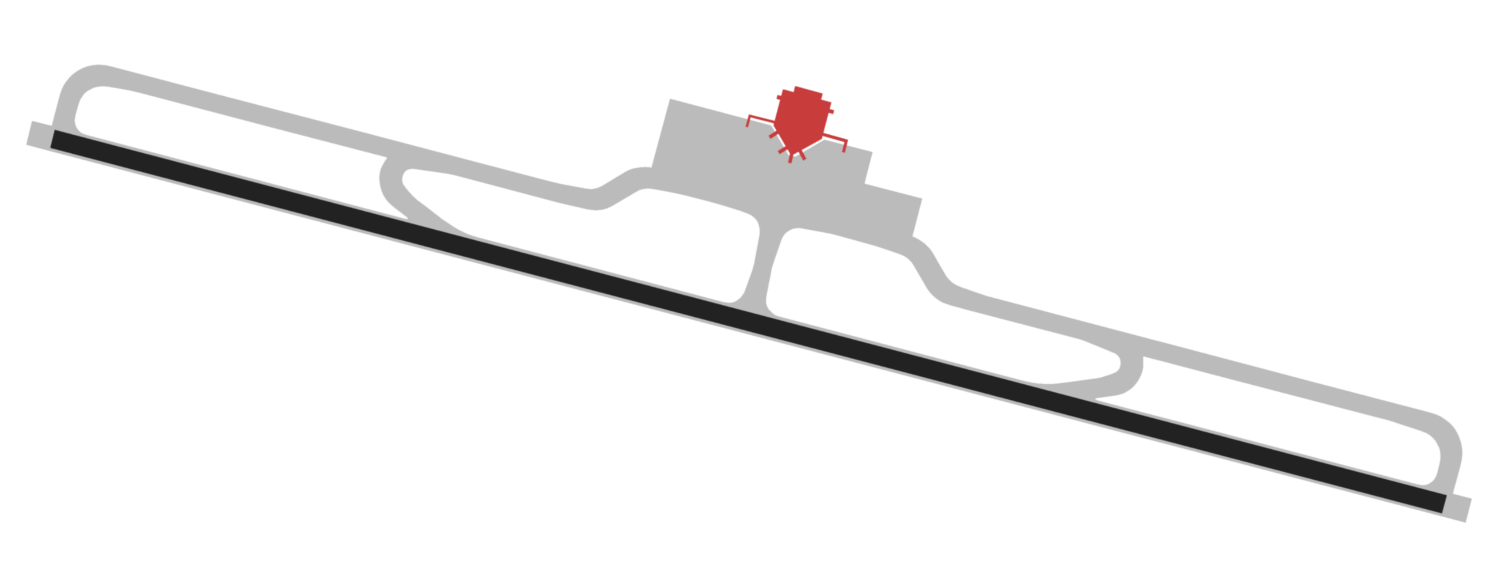
باند فرودگاه

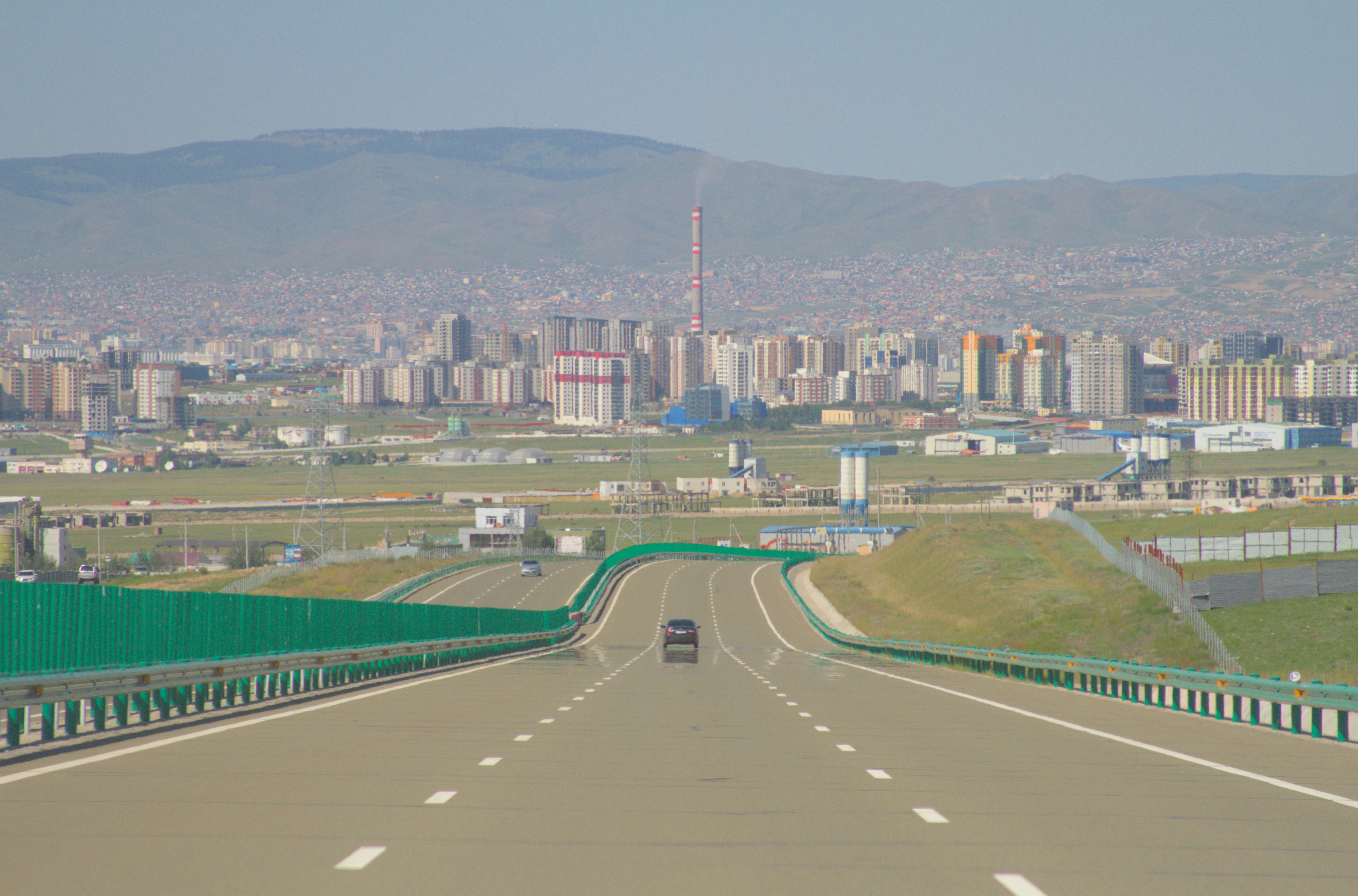
بزرگراه تازه‌ساز از فرودگاه به مرکز شهر اولان‌باتار

| سال  | مسافران داخلی | مسافران بین‌المللی | حرکات هواپیماهای داخلی | حرکات هواپیماهای بین‌المللی | بار داخلی (تن) | بار بین‌المللی (تن) |
| ---- | ------------- | ----------------- | ---------------------- | -------------------------- | -------------- | ------------------ |
| ۲۰۲۲ | ۳۳۳٬۸۰۵       | ۶۱۸٬۹۶۰           | ۸٬۸۱۹                  | ۵٬۳۳۴                      | ۲۴٫۲           | ۱۲٬۸۶۹             |
| ۲۰۲۳ | ۴۱۹٬۰۱۴       | ۱٬۳۱۲٬۱۷۳         | ۱۰٬۳۱۰                 | ۹٬۶۵۴                      | ۱۷٫۹           | ۸٬۵۵۵              |

| مقصد         | مسافران به | مسافران از |
| ------------ | ---------- | ---------- |
| سئول-اینچئون | ۲۸۸٬۴۳۶    | ۲۸۳٬۷۷۸    |
| استانبول     | ۶۹٬۳۴۱     | ۷۱٬۲۳۳     |
| پکن-کپیتال   | ۶۴٬۵۲۷     | ۵۹٬۴۲۱     |
| توکیو-ناریتا | ۵۰٬۵۴۶     | ۴۸٬۱۶۲     |
| فرانکفورت    | ۳۶٬۳۵۴     | ۳۴٬۶۰۶     |

| مقصد      | مسافران به | مسافران از |
| --------- | ---------- | ---------- |
| خانبومبات | ۱۷۸٬۴۳۱    | ۱۷۸٬۳۹۸    |
| اولگی     | ۵٬۹۸۰      | ۷٬۰۹۶      |
| خاود      | ۵٬۸۱۱      | ۵٬۵۰۴      |
| مورون     | ۵٬۴۳۶      | ۵٬۵۹۵      |
| دلنزدگد   | ۴٬۲۵۴      | ۴٬۴۰۹      |

### مسافران
ترمینال‌های مسافری فرودگاه دارای مساحتی برابر با ۲۵٬۳۰۰ متر مربع (۲۷۲٬۰۰۰ فوت مربع) هستند که قسمت ورودی‌ها در طبقهٔ اول (همکف) و خروجی‌ها در طبقهٔ دوم قرار دارد.

### باربری
ترمینال باربری فرودگاه دارای مساحتی برابر با ۳٬۷۵۰ متر مربع (۴۰٬۴۰۰ فوت مربع) است و ظرفیت سالانهٔ باربری آن ۱۱٬۹۰۰ تن است. این ترمینال همچنین دارای تأسیسات جداگانه برای واردات/صادرات کالاهای خطرناک، با ارزش بالا، و کالاهای یخچالی است.

### حمل و نقل زمینی
فرودگاه از طریق بزرگراه به اولان‌باتار متصل است و تقریباً ۵۰ کیلومتر (۳۱ مایل) از مرکز شهر فاصله دارد. خدمات اتوبوس شاتل، تاکسی‌ها و وسایل نقلیه خصوصی از جمله روش‌های حمل و نقل هستند.